# دعم الأرض
لاندسوبورت (ترجمه: دعم الأرض) هو مشروع استشاري تجريبي يموله الاتحاد الأوروبي لاستخدام الأراضي من أجل النمذجة شبه الطبيعية لأنواع وأساليب استخدام الأراضي المختلفة مع حماية البيئة في نفس الوقت.

## هدف المشروع
على المدى الطويل، يجب ضمان الاستخدام المستدام للتربة من أجل تلبية احتياجات سكان العالم. ويضم المشروع العديد من الجامعات ومؤسسات البحوث والشركات وأصحاب المصلحة بهدف إنشاء نظام مجاني على شبكة الإنترنت لدعم الزراعة العملية ومستخدمي الأراضي في اتخاذ القرارات بشأن الاستخدام المستدام للأراضي وحماية البيئة والاستخدام الزراعي.
وبمشاركة نشطة من مختلف أصحاب المصلحة والعديد منهم في أوروبا وخارجها، يهدف الاتحاد أيضا إلى سن تشريعات على الصعيد الأوروبي، استنادا إلى البيانات العلمية التي يجري تجهيزها ونمذجتها في النظام.
في برنامج إطار بحث " الأفق 2020 "، يتم تنظيم المشروع تحت إشراف فابيو تريبيل في جامعة نابولي فيديريكو الثاني.

## اتحاد المشاريع
يتكون اتحاد دعم الأراضي من الشركاء التاليين:
- جامعة نابولي ، إيطاليا
- أريسباس ، إيطاليا
- مركز برشلونة للحوسبة الفائقة ، إسبانيا
- جامعة الموارد الطبيعية وعلوم الحياة ، فيينا ، النمسا
- المجلس الوطني في إيطاليا
- محاصيل للمستقبل ، ماليزيا
- إيكاردا ، تونس
- معهد الدراسات المتقدمة ، هنغاريا
- معهد حماية البيئة والبحوث ، إيطاليا
- شركة راسدامان المحدودة ، ألمانيا
- مركز البحوث المشتركة ، المفوضية الأوروبية
- ريجيوني كامبانيا ، إيطاليا
- جامعة ميلانو ، إيطاليا
- مقاطعة زالا ، المجر
- كوماست / موديس ، بلجيكا
- أكتيون ، فرنسا
- الوكالة الاتحادية للبيئة ، النمسا
- المعهد السلوفيني للغابات ، سلوفينيا

## النتائج والمشورة
ويقوم الأعضاء في اللجان المتخصصة بتقييم داخلي لنتائج التحقيقات وإتاحتها للممارسات والهيئات المسؤولة على المستوى الإقليمي ومستوى الولايات، وكذلك للاتحاد الأوروبي من أجل إجراءات التشريع والموافقة.

## روابط إلكترونية
- صفحة ويب لاندسوبورت
- تقرير الاتحاد الأوروبي بشأن دعم الأراضي
- صفقة البلقان الخضراء
- مبادرة ما وراء التربة من جامعة هوهنهايم نسخة محفوظة 31 يوليو 2021 على موقع واي باك مشين.
- المعلومات. أدوات التدريب
- دروس من لاندسوبورت
- لاندسوبورت على يوتيوب
- لاندسوبورت Facebook فيسبوك
- لاندسوبورت على تويتر
- Greenerde.eu
- Scoalaagricola.eu
- استراتيجية الدانوب بادن-دبليو إرتمبرغ
- الصفقة الخضراء والتنوع البيولوجي في أوروبا